# Tereza Marinovová
Tereza Marinovová (bulharsky Тереза Маринова; * 5. září 1977, Pleven) je bývalá bulharská atletka, olympijská vítězka, halová mistryně světa a halová mistryně Evropy v trojskoku.
První mezinárodní úspěch zaznamenala v roce 1995 na juniorském mistrovství Evropy v maďarské Nyíregyháze, kde získala zlatou medaili. O rok později se stala v Sydney také juniorskou mistryní světa. V roce 1998 vybojovala na mistrovství Evropy v Budapešti bronzovou medaili. Jejím největším úspěchem je zlatá olympijská medaile, kterou získala na letní olympiádě v Sydney v roce 2000. Zlato si zajistila hned v první sérii, když dolétla do vzdálenosti 15,20 m. Stříbro získala Ruska Taťána Lebeděvová, která v pátém pokusu skočila rovných patnáct metrů. V následujícím roce se stala v Lisabonu halovou mistryní světa a získala bronzovou medaili na světovém šampionátu v kanadském Edmontonu. V roce 2002 získala ve Vídni titul halové mistryně Evropy. Ve finále měřil její nejdelší pokus 14,81 m. Druhá Britka Ashia Hansenová skočila o deset centimetrů méně.

## Osobní rekordy
Její výkon pod širým nebem ji řadí na osmé místo v dlouhodobých tabulkách. Stejný osobní rekord má také mj. bývalá česká trojskokanka Šárka Kašpárková.
- hala – 14,91 m – 11. března 2001, Lisabon[3]
- dráha – 15,20 m – 24. září 2000, Sydney